# Kościół św. Stefana w Nitrze

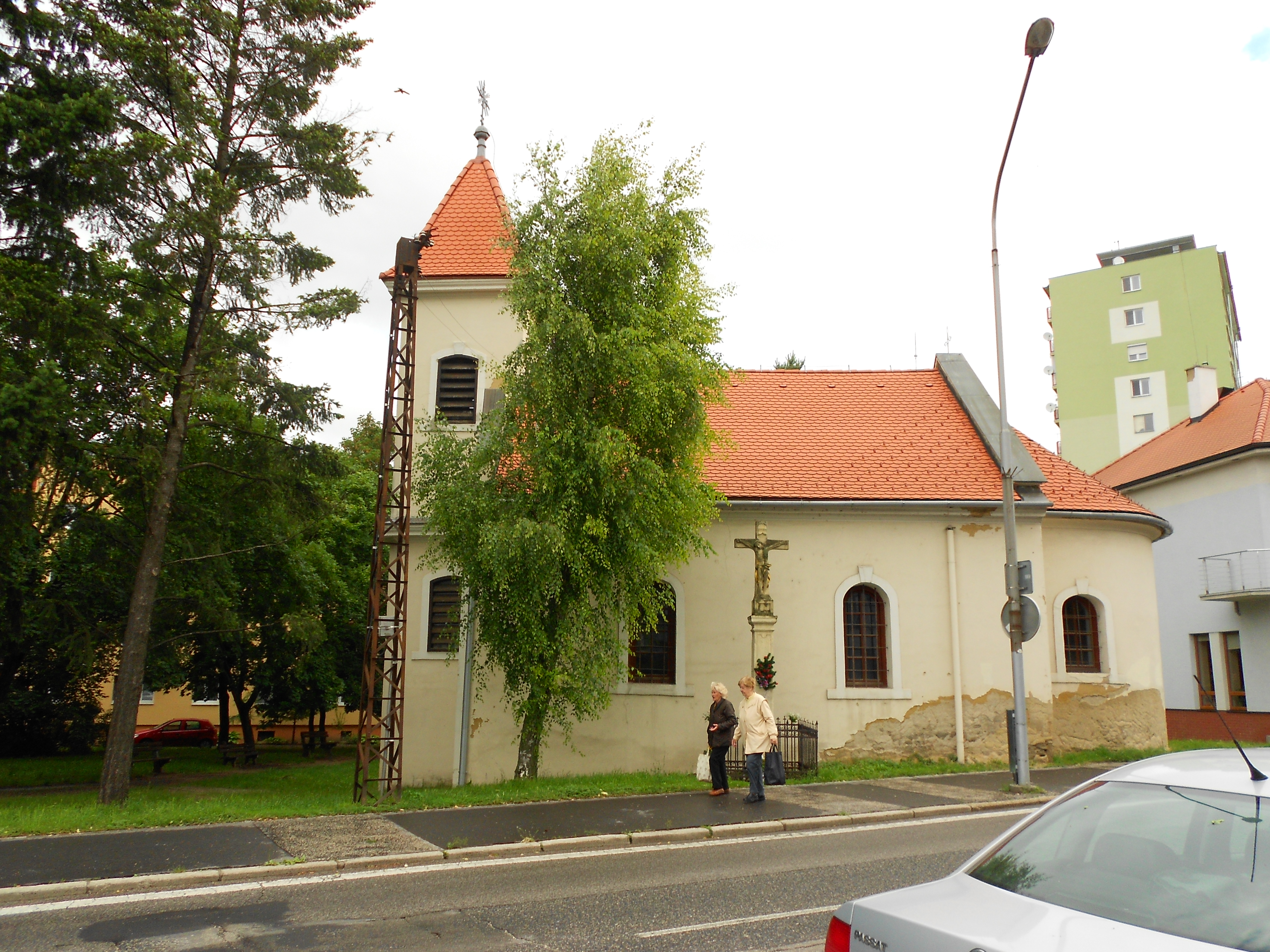
Kościół św. Stefana w Nitrze

Kościół św. Stefana w Nitrze (słow. Kostol sv. Štefana) – wczesnoromański kościół katolicki, znajdujący się w Nitrze w zach. Słowacji, w dzielnicy Párovce (do 1886 r. samodzielna wieś). Znajduje się niedaleko historycznego centrum miasta, na Párovskej ulicy.
Pierwszy kościół, zbudowany z kamienia, stał w tym miejscu być może już w X w., lecz zachowały się z niego jedynie fundamenty. Nowy kościół zaczęto budować na jego miejscu, zachowując pierwotną dyspozycję, w XII w. Kościół był budowlą orientowaną, jednonawową z półkoliście zamkniętą apsydą, zapewne krytą gontem. Później (w XIII lub XIV w.) od pn. strony apsydy i częściowo nawy dobudowano zakrystię na rzucie trapezu. Wewnątrz, po zachodniej stronie nawy, znajdowała się empora, a nad nią niewielka wieżyczka.
W 1271 r. podczas najazdu czeskiego króla Przemysła Ottokara II kościół został wypalony. Kolejnych szkód doznał w XV w. w czasie wojen husyckich, a następnych podczas najazdów tureckich. Turcy też zniszczyli go zupełnie w 1703 r. Odbudowano ją kilka lat później. Wzniesione zostały od nowa mury obwodowe nawy i apsydy, a oba pomieszczenia na nowo sklepiono. Zamiast kamiennej empory zbudowano drewniany chór. Przed zachodnim wejściem, na osi, dobudowano rodzaj kruchty, a górujący nad nią szczyt nawy wykończono w stylu barokowym. Prawdopodobnie z końcem XVIII w. w miejscu starej zakrystii powstała nowa, na rzucie prostokąta. Ostatnie przebudowy miały miejsce w 1907 r., kiedy zachodnią kruchtę nadbudowano do kształtu obecnej wieży, zburzono zakrystię i wykonano nowy chór.
Po II wojnie światowej kościółek podupadał, doczekał się jedynie wymiany dachu. Gruntowna konserwacja świątyni miała miejsce w latach 60. XX w., kiedy doszło do naruszenia statyki murów nawy i wieży. Poprzedziły ją gruntowne badania archeologiczne, które pozwoliły określić kolejne fazy budowy kościoła oraz odkryły otaczający go cmentarz. W 1964 r. kościół otynkowano.
Datowanie budowli na X w. przyjął w l. 60. XX w. prowadzący w kościele badania archeologiczne Ivan Chalupecký, wskazując na podobieństwa budowlane pozostałości świątyni z innymi zachowanymi przykładami architektury sakralnej okresu wielkomorawskiego. Natomiast najstarsze pochówki na otaczającym ją cmentarzu datowano dopiero na XII w., co zdaje się przeczyć X-wiecznemu rodowodowi świątyni.
Z wczesnoromańskiego kościoła zachowały się mury obwodowe nawy i apsydy, łuk tęczowy oraz szczerbinowe okno we wsch. ścianie apsydy, w które wtórnie wmontowano mniejsze okienko, którego oprawa została wykonana z jednego bloku kamiennego. Na łuku tęczowym zachowały się pozostałości romańskich fresków, dziś już trudno czytelne (m.in. niejasne kompozycje figuralne oraz malarstwo iluzyjne, imitujące mur ceglany).
Budowla należy do Kościoła katolickiego, ten jednak w 1992 r. wynajął ją na 99 lat Kościołowi greckokatolickiemu. Na początku XXI w. rozpoczęto stopniowo prowadzone dalsze prace restauratorskie, zmierzające również do zagospodarowania otoczenia kościoła. Otrzymał nowe okna, odmalowano go i naprawiono dachy.

## Źródła
- O kościele na portalu apsida.sk ;